# The Peel Sessions 1991-2004
Albums de PJ Harvey
Uh Huh Her
(2004) White Chalk
(2007)
The Peel Sessions 1991-2004 est un album de PJ Harvey sorti en 2006. Il regroupe des enregistrements live de ses meilleures performances entre 1991 et 2004.

## Titres
Tous les titres sont de PJ Harvey sauf indications.
1. Oh My Lover
2. Victory
3. Sheela-Na-Gig
4. Water
5. Naked Cousin
6. Wang Dang Doodle (Willie Dixon)
7. Losing Ground (Rainer Ptacek)
8. Snake
9. That Was My Veil (Harvey, John Parish)
10. This Wicked Tongue
11. Beautiful Feeling
12. You Come Through